# Ніл Вебб
Ніл Вебб (англ. Neil Webb, нар. 30 липня 1963, Редінг) — англійський футболіст, півзахисник.
Насамперед відомий виступами за клуб «Манчестер Юнайтед», а також національну збірну Англії.
Володар Кубка Англії. Володар Кубка Кубків УЄФА. Володар Суперкубка УЄФА.
Ніл Вебб став 1000-м гравцем, який одягнув футболку  збірної Англії в офіційнихи чи товариських матчах.

## Клубна кар'єра
Вихованець футбольної школи клубу «Редінг». Дорослу футбольну кар'єру розпочав 1980 року в основній команді того ж клубу, в якій провів два сезони, взявши участь у 72 матчах чемпіонату.
Згодом з 1982 по 1989 рік грав у складі команд клубів «Портсмут» та «Ноттінгем Форест».
Своєю грою за останню команду привернув увагу представників тренерського штабу клубу «Манчестер Юнайтед», до складу якого приєднався 1989 року. Відіграв за команду з Манчестера наступні три сезони своєї ігрової кар'єри. Більшість часу, проведеного у складі «Манчестер Юнайтед», був основним гравцем команди. За цей час виборов титул володаря Кубка Англії, ставав володарем Кубка Кубків УЄФА, володарем Суперкубка УЄФА.
Протягом 1992—1996 років захищав кольори клубів «Ноттінгем Форест», «Свіндон Таун» та «Грімсбі Таун».
Завершив професійну ігрову кар'єру у нижчоліговому клубі «Олдершот Таун», за команду якого виступав протягом 1996—1997 років.

## Виступи за збірну
1987 року дебютував в офіційних матчах у складі національної збірної Англії. Протягом кар'єри у національній команді, яка тривала 6 років, провів у формі головної команди країни 26 матчів, забивши 4 голи.
У складі збірної був учасником чемпіонату Європи 1988 року у ФРН, чемпіонату світу 1990 року в Італії, чемпіонату Європи 1992 року у Швеції.

## Титули і досягнення
- Володар Кубка Англії (1):

«Манчестер Юнайтед»: 1989-90
- Володар Кубка Футбольної ліги (2):

«Ноттінгем Форест»: 1988-89: «Манчестер Юнайтед»: 1991-92
- Володар Кубка Кубків УЄФА (1):

«Манчестер Юнайтед»: 1990–91
- Володар Суперкубка Європи (1):

«Манчестер Юнайтед»: 1991